# 日本三古湯
日本三古湯（にほんさんことう）とは、日本で古くからの歴史がある温泉のことである。
日本三古湯には2つの選ばれ方がある。いずれも長い歴史を有し、開湯伝説では神話の時代から続くとされる温泉地もある。
1. 日本書紀、風土記などに登場することに基づいた三古湯
  - 道後温泉（愛媛県）、有馬温泉（兵庫県）、白浜温泉（和歌山県）の3つ。
三古湯が紹介される場合は一般的にこの三古湯であるが、史書に登場する古湯は他にもいくつかある。『伊予国風土記』逸文には、大国主命が大分の鶴見岳の山麓から湧く「速見の湯」（現在の別府温泉）を海底に管を通して湯の郡の湯（道後温泉とされている）へと導き、少彦名命の病を癒したという神話が記載されている。すなわち、文献上は速見の湯が伊予の湯（湯の郡の湯）より古いということになり、また伊予の湯を道後温泉と言っているわけではない[1]。その他、史書に見られる温泉については、温泉#日本の温泉を参照。
2. 延喜式神名帳に基づく三古湯
  - 道後温泉、有馬温泉、いわき湯本温泉（福島県）の3つ。
佐波古（三函、三箱）の御湯の古名を持ついわき湯本温泉が主に主張している三古湯だが、温泉神社などの温泉に関する延喜式内社は、その他にも鳴子温泉（宮城県）、湯田川温泉（山形県）、黒羽温泉（栃木県）、那須湯本温泉（栃木県）、岩井温泉（鳥取県）、玉造温泉（島根県）、別府温泉（大分県）にあり、計10社が延喜式神名帳に記載されている。